# Çatal Höyük
Çatal Höyük (turski za "Humak vilice") je arheološki lokalitet neolitičkog naselja u južnoj Anatoliji (jugoistočno od grada Konye) iz oko 7400. – 5200. pr. Kr. To je razdoblje kada pretkeramička faza neprimjetno prelazi u keramičku. Prostiralo se između dva brda, na površini od oko 170 000 m², a u njemu je živjelo oko 5 000 stanovnika (prosječne dobi od 30 godina). Kako je jedinstven primjer evolucije društva i kulture tijekom prilagodbe čovjeka starosjedilačkom načinu života, Çatal Höyük je 2012. godine upisan na UNESCO-ov popis mjesta svjetske baštine u Aziji.
Viši istočni humak sadrži dokaze 18 razina neolitskih naselja od 7400. – 6200. pr. Kr., dok su u zapadnom humku pronađeni dokazi kulturne evolucije tijekom bakarnog doba od 6200. – 5200. pr. Kr. 
Naselje je najveći procvat doživjelo između 6250 i 5400. pr. Kr. Ljudi su živjeli u četvrtastim kućama površine 25 m². Nije bilo ulica i kuće su bile nagomilane jedna na drugu te se ulazilo s krova, a na krovovima su se obavljali i svakodnevni poslovi. Podovi i zidovi su obloženi ilovačom. Prisutni su i snažni religijski simboli koji ukazuju na borbu svijetla i mraka. Na zidovima su naslikane i urezane glave bikova, te drugi prikazi (lovački prikazi, ljudska bića koja se tumače kao prikazi bogova). 
Grobovi se nalaze ispod kućnih podova. Meso je prije pokapanja bilo skinuto s kostura. Dijelovi kostura su često bili obojeni oker, plavom ili zelenom bojom, a potom su umatani u rogožine i tako pokapani. U pravilu je bilo mnogo grobnih priloga (glineni pečati, zrna od poludragulja ili lijevanog bakra, drvene posude, opletne spremnice, tekstil).
- Bikove glave pronađene u Çatal Höyüku
- Catal Hüyük danas
- Rekonstrukcija jedne kuće s karakterističnim ulazom kroz krov
- Model svetišta u Ankarskom arheološkom muzeju
- Oslikani zidni reljef dvije lavice
- "Božica majka" iz Çatal Höyüka